# San José Balbanera
San José Balbanera är en ort i Mexiko.   Den ligger i kommunen Tzicatlacoyan och delstaten Puebla, i den sydöstra delen av landet, 130 km sydost om huvudstaden Mexico City. San José Balbanera ligger 2 082 meter över havet och antalet invånare är 113.
Terrängen runt San José Balbanera är kuperad åt sydväst, men åt nordost är den platt. Runt San José Balbanera är det ganska glesbefolkat, med 42 invånare per kvadratkilometer. Närmaste större samhälle är San Andrés Azumiatla, 19,0 km väster om San José Balbanera. I omgivningarna runt San José Balbanera växer huvudsakligen savannskog.